# Ludány György
Ludány György, teljes nevén Ludány György Tibor (Debrecen, 1907. augusztus 15. – Budapest, 1981. augusztus 14.) orvos, biokémikus, orvosi szakíró, egyetemi tanár, az orvostudományok kandidátusa (1952), doktora (1973).

## Életútja
Ludány László (1874–1950) honvéd főorvos és Móczár Etelka (1878–1956) fiaként született református családban. Apai nagyapja hadusfalvi Ludány Lajos földbirtokos, vármegyei bizottsági tag.
A debreceni kegyes-tanítórendi római katolikus reálgimnáziumban érettségizett (1925). 1932-ben a debreceni Tisza István Tudományegyetemen avatták orvosdoktorrá. 1928 és 1932 között az Élettani Intézet gyakornoka, 1932 és 1932 között tanársegéde volt. 1934–1935-ben a tihanyi Biológiai Kutató Intézetben dolgozott, majd lehetősége nyílt a Genti Egyetem Gyógyszertani Intézetében kutatómunkát végezni. 1935–1936-ban a budapesti Pázmány Péter Tudományegyetem Általános Kórtani és Bakteriológiai Intézetének egyetemi tanársegéde, 1936 és 1940 között egyetemi adjunktusa, 1938 és 1940 között magántanára volt. Időközben a kísérleti kórtan című tárgykörből magántanárrá habilitálták (1938). 1940-től a Kolozsvári Magyar Királyi Ferenc József Tudományegyetem Élettani Intézetének nyilvános rendkívüli tanára, 1945 és 1947 között nyilvános rendes tanára volt. 1940-től 1947-ig tanári állása mellett az Intézetet is vezette. 1947–1948-ban a marosvásárhelyi Orvostudományi Egyetem Élettani Tanszékének nyilvános rendes tanára és a Tanszék vezetője volt.
1948-ban visszatért Budapestre, ahol a Pázmány Péter Tudományegyetem II. sz. Sebészeti Klinikájának nyilvános rendes tanára és a Kísérleti Kutatólaboratórium alapító vezetője volt 1950-ig. 1951–1952-ben a Budapesti Orvostudományi Egyetem (1969 után Semmelweis Orvostudományi Egyetem) Kórélettani Intézetének tanára, 1952 és 1960 között egyetemi docense, 1960 és 1970 között a II. sz. Sebészeti Klinika egyetemi docense, 1970-től nyugdíjas tudományos tanácsadója.
Több mint 200 magyar, román, német és angol nyelvű közleményében a gyomor és bélcsatorna élet- és kórtanára, a bélbolyhok szabályozásában jelentős villikinin-hormon felfedezésére, a szervezet fertőzésekkel szembeni védekezésére, az anyagcsere különböző kérdéseire vonatkozó kutatásairól számolt be. Figyelemre méltóak a lépnek mint vértárolónak sejtszelekciós tevékenységével foglalkozó kísérletei. Tudományos társaságok és szerkesztőbizottságok tagja. Kőnyomatos jegyzete: Élettan I–II. (Marosvásárhely, 1947).

### Családja
Felesége Tomits Gabriella Márta (1916–?) orvos, Tomits Iván fizikus és Gerber Karolina lánya, akivel 1940. január 6-án Debrecenben kötött házasságot.
Gyermekei: Ludány Andrea (1942–) orvos, egyetemi tanár, emeritus és Ludány Zsuzsanna orvos.